# Åke Senning
Åke Senning (ur. 14 września 1915 w Raettviku, zm. 21 lipca 2000 w Zurychu) – szwedzki kardiochirurg.

## Życiorys
Urodził się 14 września 1915 r. w Raettviku w rodzinie lekarza weterynarii. Studiował medycynę w Uppsali i Sztokholmie, uzyskując dyplom w 1948 po zdaniu egzaminu państwowego. W 1948 r. zaczął pracę u kardiochirurga Clarence′a Crafoorda w szpitalu Sabbatsberg w Sztokholmie, gdzie zdobywał dalsze doświadczenie chirurgiczne. Pod wpływem doniesień o osiągnięciach Crafoorda zdecydował się zostać chirurgiem. Senning został przydzielony do zespołu pracującego nad udoskonaleniem  sztucznego płucoserca, które po testach na psach Crafoord zastosował po raz pierwszy w 1953 r. do wycięcia śluzaka lewego przedsionka u młodej kobiety, która przeżyła po zabiegu 50 lat. Była to pierwsza udana operacja na otwartym sercu w Europie i druga w świecie. Senning był jednym z pionierów stosowania hipotermii i kardioplegii i jako pierwszy wykorzystał indukowane migotanie przedsionków w chirurgii.
W 1956, po przeniesieniu się z C. Crafoordem, został profesorem chirurgii eksperymentalnej w klinice klatki piersiowej w Instytucie Karolinska w Sztokholmie. Dwa lata później wprowadził procedurę Senninga w całkowitym przełożeniu wielkich pni tętniczych z użyciem tylko tkanek chorego. Metodę tę częściowo wyparła w 1964 procedura Mustarda. Również w 1958 r. wszczepił pierwszy na świecie sztuczny rozrusznik serca 43-letniemu pacjentowi z zespołem Morgagniego-Adamsa-Stokesa. Senning nie był wówczas gotowy na stosowanie tej techniki u ludzi, gdyż prowadził dopiero badania z inżynierem Rune Elmqvistem, jednak artykuł o jego pracy przeczytała żona umierającego Arne Larssona i to ona przekonała Senninga do ryzykownego eksperymentu. Wszczepione wówczas elektrody zostały podłączone do puszki po paście do butów. Chociaż po 6 godzinach urządzenie uległo uszkodzeniu, Senning wszczepiał pacjentowi kolejne rozruszniki, pozwalając mu dożyć 86 lat. Ten przypadek wywołał debatę na temat aspektów etycznych eksperymentu i ryzyka nowej terapii.
W 1961 Senning przeniósł się do Zurychu, gdzie został profesorem chirurgii i dyrektorem kliniki chirurgii A w szpitalu klinicznym. Pozostał w tym mieście do emerytury, na którą przeszedł w 1985. W 1968 został członkiem Akademii Leopoldina, które uznawane jest za najwyższe niemieckie wyróżnienie w naukach przyrodniczych i medycznych. Wraz ze swoim zespołem przeprowadził w 1969 pierwszą w Szwajcarii transplantację serca. Pionier pomostowania aortalno-wieńcowego. Autor ponad 350 publikacji.
Żonaty z Ullą, miał trzech synów i córkę.
Zmarł 21 lipca 2000 i został pochowany na cmentarzu Fluntern na górze Zürichberg w Zurychu.